# Chippenham (stacja kolejowa)
Chippenham – stacja kolejowa w mieście Chippenham w hrabstwie Wiltshire na linii kolejowej Great Western Main Line. Na stacji nie zatrzymują się pociągi pośpieszne. Stacja jest również końcową dla bocznej linii łączącej linię z Wessex Main Line przez Melksham do Trowbridge. Część stacji uznana jest za zabytek klasy II.

## Ruch pasażerski
Ze stacji korzysta ok. 1 473 000 pasażerów rocznie (dane za rok 2007). Posiada bezpośrednie połączenia z Bristolem, Bath Spa, Southampton i Salisbury. Pociągi odjeżdżają ze stacji w odstępach co najwyżej półgodzinnych w każdą stronę.

## Obsługa pasażerów
Automat biletowy, kasa biletowa, przystanek autobusowy, postój taksówek, bufet, kiosk. Stacja dysponuje parkingiem samochodowym na 640 miejsc i rowerowym na 52 miejsca.